# 圣博迪耶和皮佩
圣博迪耶和皮佩（法語：Saint-Baudille-et-Pipet，法語發音：[sɛ̃ bodij e pipɛ]）是法国伊泽尔省的一个市镇，属于格勒诺布尔区。

## 地理
圣博迪耶和皮佩（44°47'3"N, 5°46'7"E）面积35.97 平方千米，位于法国奥弗涅-罗讷-阿尔卑斯大区伊泽尔省，该省份为法国东南部内陆省份，北起顺时针与安省、萨瓦省、上阿尔卑斯省、德龙省、阿尔代什省、卢瓦尔省和罗讷省。
与圣博迪耶和皮佩接壤的市镇（或旧市镇、城区）包括：特雷米尼、芒斯、佩拉福勒、普雷布瓦、特列沃地区沙泰勒。

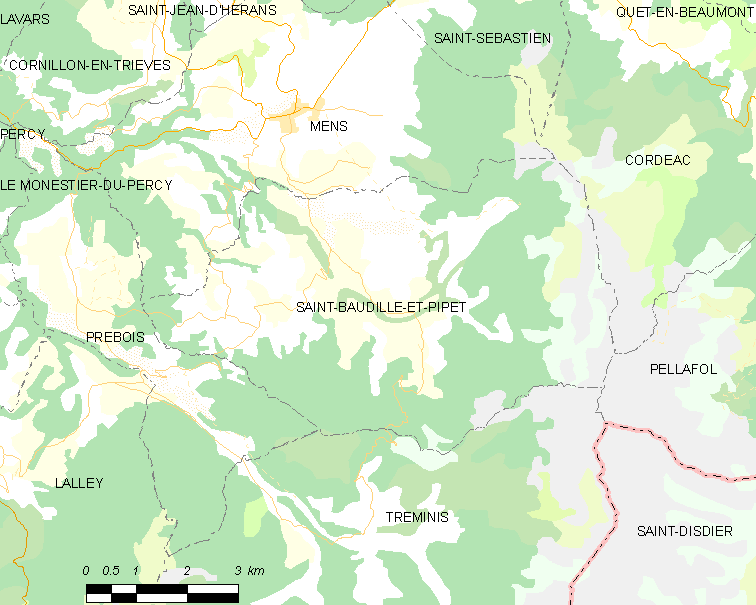
圣博迪耶和皮佩的OSM定位图

圣博迪耶和皮佩的时区为UTC+01:00、UTC+02:00（夏令时）。

## 行政
圣博迪耶和皮佩的邮政编码为38710，INSEE市镇编码为38366。

## 政治
圣博迪耶和皮佩所属的省级选区为马泰西讷-特列沃县。

## 人口

1962-2008年间圣博迪耶和皮佩人口变化图示

圣博迪耶和皮佩于2022年1月1日时的人口数量为258人。